# Tomasz Mojsik
Tomasz Mojsik (ur. w 1974 r. w Białymstoku) – historyk i filolog klasyczny, doktor habilitowany nauk humanistycznych, pracownik Uniwersytetu w Białymstoku, specjalizujący się w historii starożytnej, historii religii i historii kultury.

## Życiorys
Studiował historię i filologię klasyczną na Uniwersytecie Warszawskim. Uczeń Włodzimierza Lengauera, pod którego kierunkiem w 2007 r. obronił pracę doktorską zatytułowaną Muzy w literaturze greckiej od Homera do końca V w. p.n.e. W 2020 r. habilitował się na podstawie pracy Orfeusz między Tracją a Pierią: mit, kult i tożsamość macedońska. Od 1998 r. zatrudniony na Uniwersytecie w Białymstoku, od 2020 r. dziekan Wydziału Historii i Stosunków Międzynarodowych. Po podziale wydziału w 2023 został dziekanem Wydziału Historii Uniwersytetu w Białymstoku.
Jego badania dotyczą przede wszystkim kultury i religii starożytnej Grecji, społecznej funkcji intelektualistów oraz instytucji kultury.

## Publikacje
- Odyseusz. Biografia nieautoryzowana, Kraków 2025.
- Antropologia metapoetyki: Muzy w kulturze greckiej od Homer a do końca V w. p.n.e., Warszawa 2011.
- Apollodor, Biblioteka opowieści mitycznych, wstęp, tłumaczenie i komentarz, Wrocław 2018.
- Orfeusz między Tracją a Pierią: mit, kult i tożsamość macedońska, Białystok 2019.
- Alexandria as “Pi(m) pleian Thebes”? A Commentary on Posidippus 118 A.–B. (P. Berol. 14283),  „Zeitschrift für Papyrologie und Epigraphik” 205 (2018), s. 68-76.
- From Hesiod’s Tripod to Thespian Mouseia  : Archaeological Evidence and Cultural Contexts, „Klio” 101.2 (2019), s. 1-7.
- Heliconian Nymphs, Oedipus’ Ancestry and Wilamowitz’s Conjecture (Soph. OT 1108),  „Classical Quarterly” 69.1 (2019), s. 405-426.